# Paul Hogan
Paul Hogan (Sydney, 8 oktober 1939) is een Australisch acteur en komiek. Hij werd bij het grote publiek bekend met zijn vertolking van Crocodile Dundee in de gelijknamige filmreeks.
Hogan werd geboren in Lightning Ridge en begon als werker in de Sydney Harbour Bridge. In de jaren 70 kreeg hij bekendheid met The Paul Hogan Show, een sketchshow die tussen 1973 en 1984 werd uitgezonden. In 1985 werd Hogan uitgeroepen tot Australiër van het jaar en werd hij benoemd tot lid in de Orde van Australië, de hoogste burgerlijke onderscheiding van het land.
In zijn debuutfilm, Crocodile Dundee (1986), speelde Hogan een Australische avonturier die een bezoek brengt aan New York. Hij werd als medescenarist genomineerd voor een Oscar en won een Golden Globe in de categorie Beste acteur Musical of Comedy. Hogan bekleedde opnieuw de rol van Michael J. "Crocodile" Dundee in de vervolgfilms Crocodile Dundee II (1988) en Crocodile Dundee in Los Angeles (2001).
Hogan en zijn eerste vrouw, Noelene Edwards, trouwden in 1958. Ze scheidden in 1981 en hertrouwden minder dan een jaar later. Een tweede scheiding volgde in 1986. Hogan heeft vijf kinderen met zijn eerste echtgenote. Hij hertrouwde met de achttien jaar jongere Linda Kozlowski, die hij leerde kennen op de set van Crocodile Dundee, met wie hij een kind heeft. In 2014 scheidden zij. 

## Filmografie
- The very excellent Mr Dundee (2020)
- Split the Donkey (2011)
- Charlie & Boots (2009)
- Strange Bedfellows (2004)
- Crocodile Dundee in Los Angeles (2001) (ook producent)
- Flipper (1996)
- Lightning Jack (1994) (ook producent)
- Almost an Angel (1990) (ook uitvoerend producent)
- Floating Away (1988)
- Crocodile Dundee II (1988) (ook uitvoerend producent)
- Crocodile Dundee (1986)
- Anzac (1985)
- Fatty Finn (1980)